# Hórreos de Galba

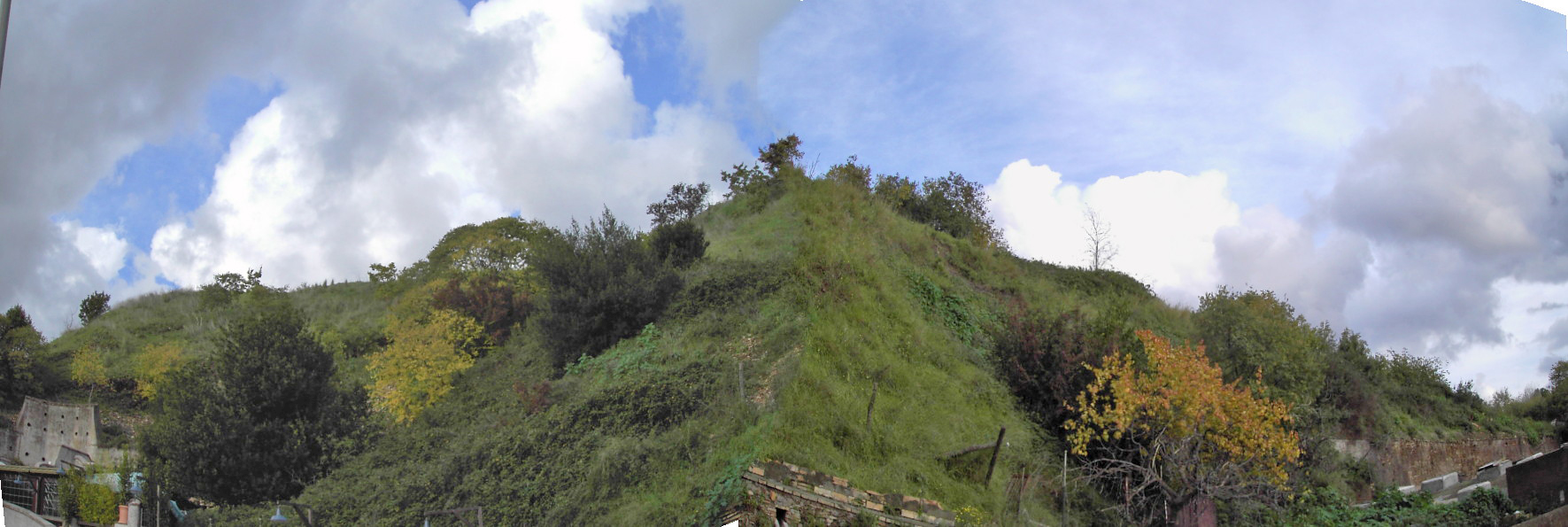
Monte Testácio visto do sul

Hórreos de Galba (em latim: Horrea Galbae), também chamados como Hórreos Galbanos (em latim: Horrea Galbana) ou Galbianos (em latim: Horrea Galbiana), foram armazéns (hórreos) da porção sul da antiga Roma, localizados entre o final sul do Aventino e o despejo oeste do Monte Testácio, no distrito conhecido como Terras Galbanas (em latim: Praedia Galbana). Cobriu uma área substancial, possivelmente estendendo-se tão longe quanto a Porta Ostiense no leste e o Pórtico Emília nas margens do Tibre. Os hórreos foram provavelmente construídos no sítio duma vila suburbana pertencente aos Sulpícios Galbas, uma distinta família nobre da qual o imperador romano do século I Galba (r. 68–69) era um membro. Provavelmente pode ser identificado com os Hórreos dos Césares (em latim: Horrea Caesaris) citados duas vezes nas fontes escritas.

## História e função
A tumba de Sérvio Sulpício Galba (provavelmente o cônsul de 108 a.C., ao invés de seu pai melhor conhecido de mesmo nome) localizava-se em frente ao complexo de armazéns. Não é claro quando os hórreos foram fundados, mas provavelmente foi em algum momento após a construção da tumba. O complexo era provavelmente originalmente conhecido como Hórreos Sulpícios, em honra ao nome da gente Sulpícia, tendo adquirido seu nome posterior durante o reinado de Galba. No início do principado, tornaram-se propriedade imperial e passaram a fornecer espaço para estocagem da anona pública (o suprimento público de grãos). Seus funcionários foram administrativamente divididos em coortes e sodalícios e Sob Galba, foram restaurados e ampliados. Mais adiante, aparentemente a construção deles foi atribuída ao imperador.
Além da anona pública, os Hórreos de Galba eram utilizados para armazenagem de azeite, vinho, víveres, roupas e mesmo mármore. Pensa-se que o Monte Testácio, o gigante morro de ânforas quebradas que localiza-se atrás dos Hórreos de Galba, esteve associado com o complexo. Azeite importado da longínqua Bética foi esvaziado em contêineres, provavelmente nos hórreos, e os vasilhames originais foram quebrados e despejados no Monte Testácio. A escala dos importados é analisada pelo fato do Monte Testácio conter os restos de ao menos 53 milhões de ânforas de óleo nas quais cerca de 6 bilhões de litros (1.58 bilhão de galões) de óleo foram importados.

## Características

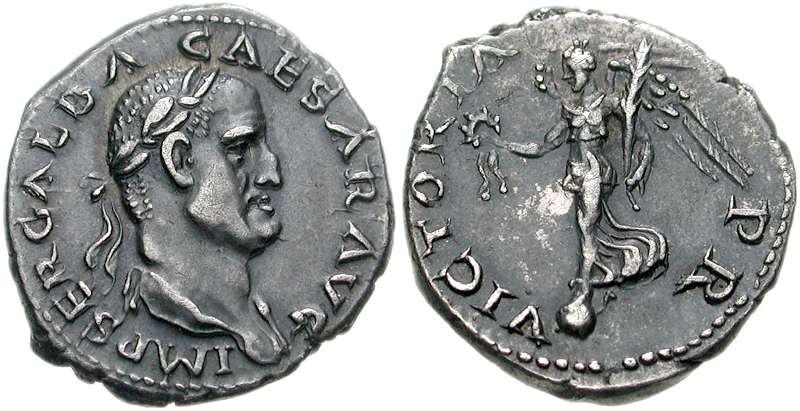
Denário de Galba r.

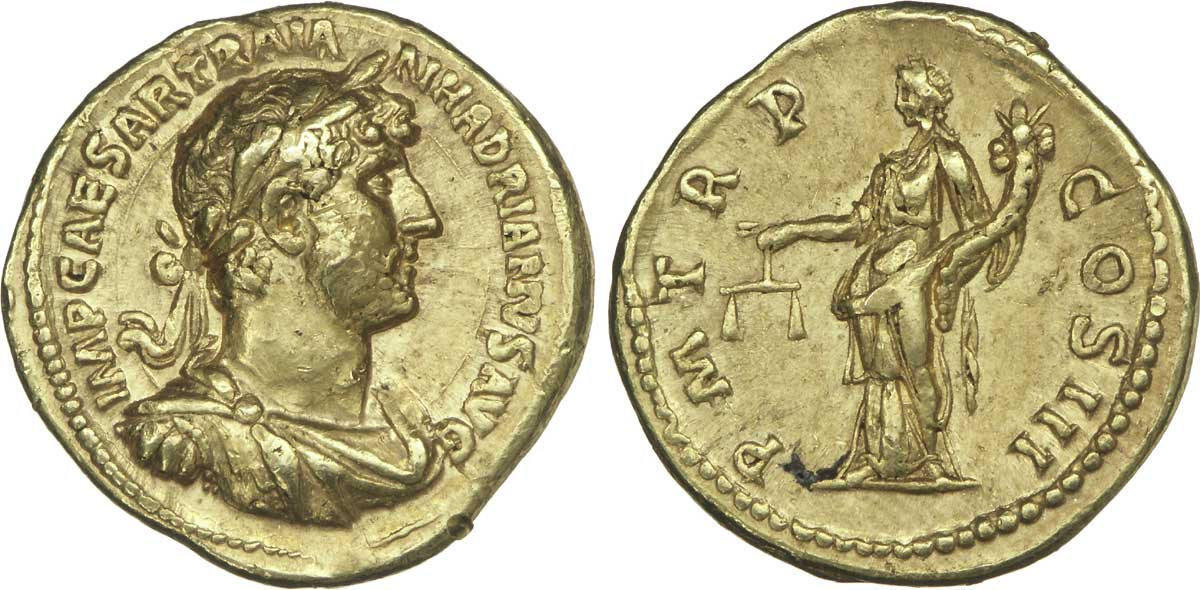
Áureo de Adriano r.

Os hórreos de Galba foram descritos no Plano de Mármore. As primeiras escavações no sítio dos hórreos foram realizadas no século XVI, e desde 1880 o distrito todo recebeu vias novas, causando o encobrimento de grandes porções dos muros e fundações. Antes de 1911, a principal parte escavada foi um retângulo de cada lado da atual Via Bodoni, com cerca de 200 metros de comprimento e 155 de largura. Provavelmente construído em opus reticulatum, o recinto foi cercado por um muro e dividido simetricamente em seções separadas por três quadras dispostas em paralelo. As quadras eram cercada por colunatas em travertinos, através das quais abriam-se as câmaras dos armazéns, ou arcadas de tabernas, com uma única entrada posicionada sobre um eixo numa extremidade curta.
Em escavações posteriores em vários locais diferentes, descobriu-se que o sítio era muito maior do que se supunha, estendendo-se para noroeste além da moderna Via Giovanni Branca e tão longe quanto o rio Tibre no sudoeste. Muros e alvenaria, datados provavelmente do século I, foram descobertos pelos arqueológicos junto com grandes canos de chumbo portando inscrições do reinado de Adriano (r. 117–138) e tesouros de moedas datáveis entre 149-268. Em escavações ainda mais recentes, detectou-se resquícios dos hórreos logo acima da moderna Ponte Aventino. O tamanho dos Hórreos de Galba foi enorme, mesmo para os padrões modernos; continham 140 salas apenas no térreo, cobrindo uma área de cerca de 21,000 m².